# Scopula eclipes
Scopula eclipes là một loài bướm đêm trong họ Geometridae.